# Беси (чудовиште)
Беси (енгл. Bessie) је назив за морско чудовиште које наводно живи у језеру Ири.

## Виђења
Прво забележено виђење се десило 1793. и од тада се све чешће пријављује како људи виде чудовиште у језеру. Капетан Фелисити 1793. је ловио патке. Убрзо је угледао велико створење за које је рекао да је дугачко око 16 метара. У јулу 1817, посада једног брода је у језеру видела створење које су описали да је дугачко 30-40 метара са тамном кожом. Чудовиште је последњи пут виђено 2004..

## Опис
Беси описују као змијолико створење дугачко 9-12 метара, те да има кожу сиве боје.

## Потрага за чудовиштем
Наводи о постојању овог створења су се највише појављивали између 1969. и 1993.. Убрзо је организована потрага за чудовиштем. Постојала је и награда за онога који би пронашао чудовиште. Први износ награде био је 5000 америчких долара, а касније је повећано на 100.000 америчких долара.